# Cayratia japonica
Cayratia japonica es una especie de planta herbácea de la familia Vitaceae. Se encuentra en Australia y Asia.

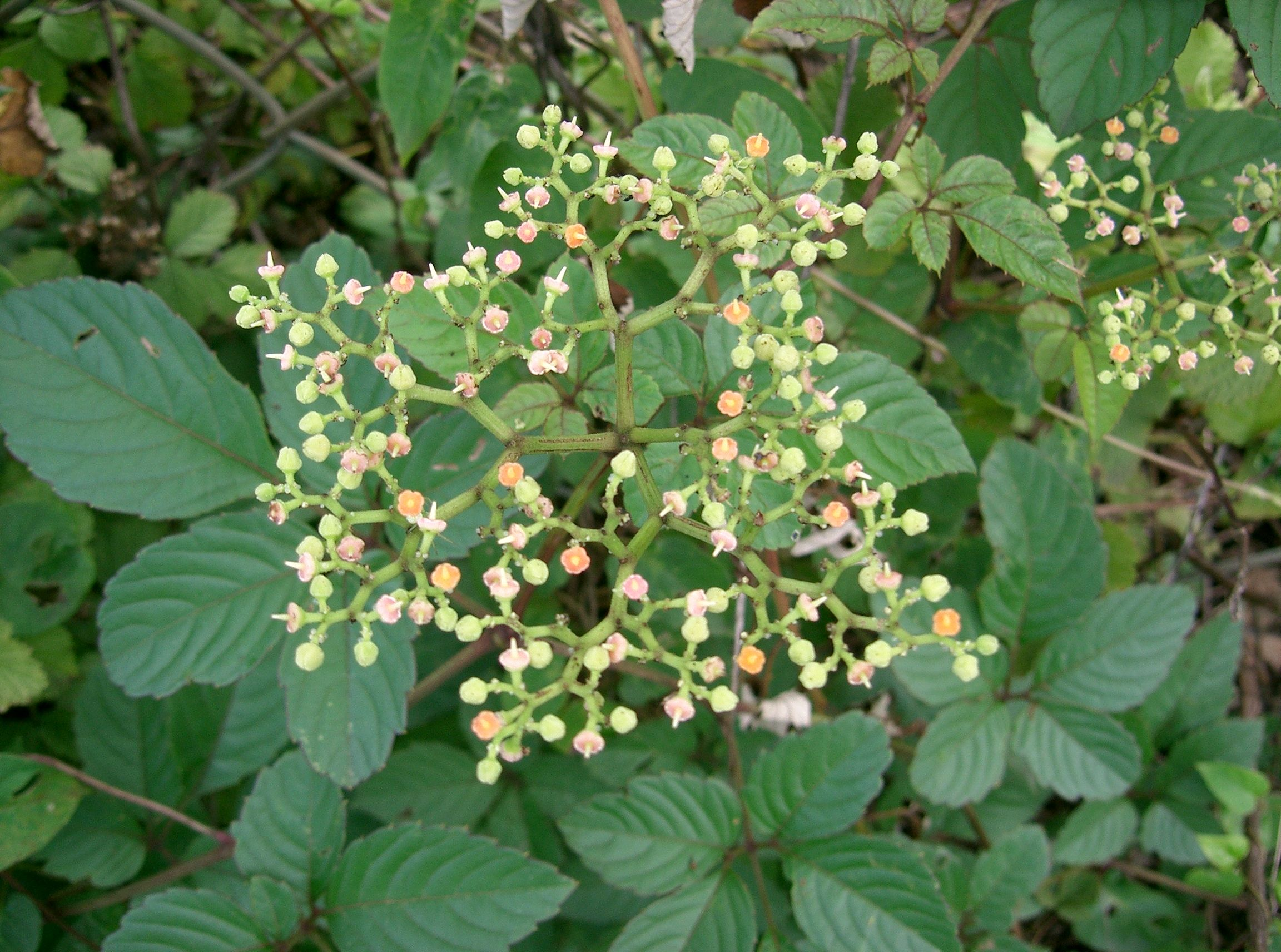
Detalle de la inflorescencia

## Descripción
Es una planta trepadora  herbácea. Con ramillas cilíndricas, con  zarcillos con 2 o 3 brazos. Las hojas 5 folioladas, o a veces 3-folioladas; con pecíolo de 1,5-10 cm; base cuneada, ápice agudo o acuminado; folíolos elípticos o estrechos, de 1-7 × 0.5-3.5 cm, base cuneada o redondeada, el margen con 6 a 15 dientes en cada lado, ápice agudo o redondeado. Los pétalos triangulares, ovalados, de 1-1,5 mm, papiloso. El fruto es una baya globosa de 1 cm de diámetro. Las semillas triangular obovoides.

## Distribución y hábitat
Se encuentra en los bosques, matorrales, valles, zonas verdes, campos, áreas perturbadas, bordes de carreteras; a un altitud de 300-2500 metros, en Anhui, Chongqing, Fujian, Gansu, Guangdong, Guangxi, Guizhou, Hainan, Hebei, Henan, Hunan, Jiangsu, Shaanxi, Shandong, Sichuan, Taiwán, Yunnan, Zhejiang, Bután, India, Indonesia, Japón, Corea, Laos, Malasia, Birmania, Nepal, Filipinas, Tailandia, Vietnam y Australia.

## Usos
Es usada en la medicina tradicional china para aliviar la hinchazón y el calor, y para aumentar la diuresis y contra la intoxicación.

## Taxonomía
Cayratia japonica fue descrita por (Thunb.) Gagnep. y publicado en Notulae Systematicae. Herbier du Museum de Paris 1(11): 349, en el año 1911.
Variedades aceptadas
- Cayratia japonica var. japonica

Sinonimia
- Causonis japonica (Thunb.) Raf.
- Cayratia japonica var. canescens W.T.Wang
- Cayratia japonica var. ferruginea W.T.Wang
- Cayratia japonica var. mollis (Wall. ex Lawson) Momiy.
- Cayratia japonica var. pseudotrifolia (W.T.Wang) C.L.Li
- Cayratia japonica var. pubifolia Merr. & Chun
- Cayratia mollis (Wall. ex Lawson) C.Y.Wu
- Cayratia pseudotrifolia W.T.Wang
- Cayratia tenuifolia var. cinerea Gagnep.
- Cissus cyanocarpa Miq.
- Cissus japonica (Thunb.) Willd.
- Cissus japonica var. mollis (Wall. ex M.A. Lawson) Planch.
- Cissus leucocarpa Blume
- Cissus vagans Carrière
- Columella japonica Craib
- Vitis japonica basónimo
- Vitis mollis Wall.[3]